# Ruhla
Ruhla este un oraș din landul Turingia, Germania.